# Euthalia imperator
Euthalia imperator är en fjärilsart som beskrevs av William Chapman Hewitson 1863. Euthalia imperator ingår i släktet Euthalia och familjen praktfjärilar. Inga underarter finns listade i Catalogue of Life.